# Fibrae obliquae
Die Fibrae obliquae (lat.: schräge Fasern) sind glatte Muskelfasern in der Wand des Magens. Aufzufinden sind sie vor allem im Bereich des Magenfundus, der Vorder- und Hinterwand und parallel zur kleinen Kurvatur. Sie stellen neben dem Stratum circulare und longitudinale eine weitere Muskelschicht dar, die in dieser Form nur im Magen zu finden ist. Die Fibrae obliquae sind zwischen der Tela submucosa und dem Stratum circulare der Tunica muscularis lokalisiert.